# Autorola
 Der er for få eller ingen kildehenvisninger i denne artikel, hvilket er et problem. Du kan hjælpe ved at angive troværdige kilder til de påstande, som fremføres i artiklen.

Autorola er et international online auktionsselskab med køretøjer. Autorola blev etableret i 1996 og er del af samme koncern, hvor også Autocom.dk indgår. Autorola ejes af Autorola Group Holding, som består af 17 datterselskaber. I Danmark hedder det online bilauktionssite Autocom.dk, mens det i udlandet hedder Autorola 

## Forretningsområde
70.000 brugtvognsforhandlere fra 31 lande er registrerede og godkendt til den online bilauktion. På auktionen har godkendte brugtvogsnforhandlere mulighed for at byde på de køretøjer, som leasingfirmaer, forhandlere og private m.m. sætter til salg på auktionen på tværs af grænser. 
Når køretøjet er købt, sørger Autorola for transport til Frankfurt, hvor køber afhenter. 

## Tidslinjen
- 1996: Autocom.dk etableres i Danmark
- 2001: Den første online auktion (i Danmark) afholdes
- 2003: Det første Autorola-kontor etableres i Tyskland
- 2004: Autorola etableres i Holland og Sverige
- 2005: Kontorer åbnes i Østrig og Storbritannien
- 2006: British Polk Global Remarketing opkøbes. Der åbnes nyt kontor i Belgien
- 2007: Kontorer etableres i Frankrig, Italien og Spanien
- 2008: Autorola etableres i Tjekkiet, Australien, Irland, Polen og Portugal

## Ekstern henvisning
- Autocom’s hjemmeside
- Autorola’s hjemmeside